# Stenula alexanderi
Stenula alexanderi is een vlokreeftensoort uit de familie van de Stenothoidae. De wetenschappelijke naam van de soort is voor het eerst geldig gepubliceerd in 1990 door Nina Liverjevna Tzvetkova & Golikov.